# MMMBop
MMMBop è un brano musicale scritto ed eseguito dal gruppo statunitense Hanson ed è il primo singolo del gruppo. Ne esistono due versioni: la prima del 1996, mai uscita come singolo, intitolata Mmmbop (Long Version), la seconda del 1997, estratta come primo singolo dal loro album di debutto internazionale intitolato Middle of Nowhere.

## La nascita del brano ed il successo internazionale
La prima versione di questa canzone ha il titolo di Mmmbop (Long Version) ed è inclusa nel loro secondo album autoprodotto del 1996 intitolato Mmmbop. Questa versione, in cui Taylor ha la voce bianca, è stata inclusa nella raccolta del 1998 dal titolo 3 Car Garage: The Indie Recordings '95-'96.
Nella VHS (e in seguito anche DVD) Hanson: Tulsa, Tokyo, & the Middle Of Nowhere il complesso parla della nascita della canzone: Isaac: "Abbiamo iniziato a scrivere Mmmbop (Long Version) senza saperlo"; Taylor: "Stavamo preparando Boomerang il nostro primo disco indipendente e cercavamo di trovare dei sottofondi vocali e così è nata Mmmbop (Long Version)" sempre Taylor aggiunge "Era solo una parte breve tra tutte le altre; Dopo un anno non so bene come abbiamo scritto tutta la canzone".
La seconda versione, riarrangiata, presenta il cambio di voce del lead singer Taylor. Fu estratta come primo singolo dal loro album di debutto internazionale: Middle Of Nowhere che li rese celebri nel 1997.
Il brano è stato infatti uno dei singoli di debutto di maggior successo nella storia; ha raggiunto la posizione numero uno in ben 27 paesi, inclusi Stati Uniti, Regno Unito, Germania ed Australia. In Australia è stato il secondo singolo di debutto ad entrare direttamente al primo posto.

## Premi e riconoscimenti
Nel 1997 Mmmbop vinse nella categoria miglior canzone agli MTV Europe Music Awards 1997; l'anno seguente il brano fu nominato nelle categoria Registrazione dell'anno e Miglior interpretazione vocale pop di coppia o di gruppo della 40ª edizione dei Grammy Award.

## Tracce
CD Single
1. "MMMBop (Radio Version)" – 4:01
2. "MMMBop (Dust Brothers Mix)" – 4:29

CD Maxi
1. "Mmmbop (Single Version)" - 3:50
2. "Mmmbop (Album Version)" - 4:27
3. "Mmmbop (Dust Brothers Mix)" - 4:29
4. "Mmmbop (Hex Mix)" - 3:25

## Formazione
- Clarke Isaac Hanson - chitarra elettrica e acustica, basso, voce
- Jordan Taylor Hanson - pianoforte, tastiera, chitarra elettrica e acustica, batteria, percussioni, voce
- Zachary Walker Hanson - batteria, percussioni, pianoforte, tastiera, chitarra elettrica e acustica, voce

## Classifiche

### Classifiche settimanali
| Classifica (1997)       | Posizione massima |
| ----------------------- | ----------------- |
| Australia               | 1                 |
| Austria                 | 1                 |
| Belgio (Fiandre)        | 1                 |
| Belgio (Vallonia)       | 4                 |
| Canada                  | 1                 |
| Danimarca               | 1                 |
| Europa                  | 1                 |
| Finlandia               | 4                 |
| Francia                 | 4                 |
| Germania                | 1                 |
| Irlanda                 | 1                 |
| Italia                  | 2                 |
| Norvegia                | 2                 |
| Nuova Zelanda           | 1                 |
| Paesi Bassi             | 2                 |
| Regno Unito             | 1                 |
| Spagna                  | 3                 |
| Stati Uniti             | 1                 |
| Stati Uniti (adult pop) | 5                 |
| Stati Uniti (pop)       | 1                 |
| Svezia                  | 1                 |
| Svizzera                | 1                 |

### Classifiche di fine anno
| Classifica (1997) | Posizione |
| ----------------- | --------- |
| Australia         | 5         |
| Austria           | 7         |
| Belgio (Fiandre)  | 11        |
| Belgio (Vallonia) | 14        |
| Canada            | 4         |
| Francia           | 12        |
| Germania          | 16        |
| Nuova Zelanda     | 4         |
| Paesi Bassi       | 18        |
| Regno Unito       | 10        |
| Stati Uniti       | 12        |
| Svezia            | 6         |
| Svizzera          | 10        |

### Classifiche di fine decennio
| Classifica (1990-99) | Posizione |
| -------------------- | --------- |
| Stati Uniti          | 57        |